# Polygala schweinfurthii
Polygala schweinfurthii är en jungfrulinsväxtart som beskrevs av Chod.. Polygala schweinfurthii ingår i släktet jungfrulinssläktet, och familjen jungfrulinsväxter. Inga underarter finns listade i Catalogue of Life.